# Sophia Hammons
Sophia Hammons, född 16 november 2006 i South Pasadena i Kalifornien, är en amerikansk skådespelare. 
Hammons uppmärksammades för rollen som Amy i Disney Channel-filmen Under Wraps (en nyinspelning av filmen En mumie på rymmen från 1997) och dess uppföljare Under Wraps 2. Hon fick sedan ytterligare ett erkännande när hon spelade rollen som Lily Reyes i Freakier Friday.
Hammons är uppvuxen i Boulder, belägen i de norra delarna av Colorado.

## Filmografi (i urval)

### Film
| År   | Titel               | Roll       | Noter |
| ---- | ------------------- | ---------- | ----- |
| 2020 | The Social Dilemma  | Isla       |       |
| 2023 | The Absence of Eden | Alma       |       |
| 2025 | Freakier Friday     | Lily Reyes |       |

### TV
| År   | Titel         | Roll    | Noter     |
| ---- | ------------- | ------- | --------- |
| 2021 | Under Wraps   | Amy     | TV-film   |
| 2022 | Under Wraps 2 | Amy     | TV-film   |
| 2023 | Up Here       | Celeste | Huvudroll |